# Jordi III del Regne Unit
Jordi III del Regne Unit (anglès: George III)  (Norfolk House, 24 de maig de 1738 (Julià) - castell de Windsor, 29 de gener de 1820) fou rei de la Gran Bretanya i rei d'Irlanda des del dia 25 d'octubre de 1760 fins al dia 1 de gener de 1801, i posteriorment rei del Regne Unit de la Gran Bretanya i d'Irlanda fins a la seva mort el 29 de gener de 1820. Fou elector de Hannover des de 1760 fins al 1814 i posteriorment rei de Hannover.

## Infantesa i família
Fou el primer monarca de la casa de Hannover que nasqué a Anglaterra, ja que el seu avi i besavi havien nascut en territori de l'Electorat de Hannover. També fou el primer sobirà hannoverià d'Anglaterra que tenia l'anglès com a llengua materna.
Nascut a Norfolk House a Londres el dia 4 de juny de 1738 essent fill del príncep hereu Frederic del Regne Unit i de la princesa Augusta de Saxònia-Gotha. Jordi era net per via paterna del rei Jordi II del Regne Unit i de la marcgravina Carolina de Brandenburg-Ansbach i per via materna del duc Frederic II de Saxònia-Gotha i de la princesa Magdalena d'Anhalt-Zerbst.
Nascut prematurament, el príncep fou batejat pel bisbe d'Oxford el mateix dia del seu naixement a Norfolk House. Els seus padrins foren el rei Frederic I de Suècia representat per lord Baltimore, el duc Frederic III de Saxònia-Gotha representat pel duc de Chandos, i la princesa Sofia Dorotea de Hannover, reina de Prússia, representada per lady Charlotte Edwin.
Amb la mort del seu pare, príncep de Gal·les, l'any 1751, Jordi esdevingué hereu aparent al tron britànic i adoptà el títol de duc d'Edimburg. El dia 25 d'octubre de 1760 fou nomenat príncep de Gal·les.

## Matrimoni i descendència
El dia 8 de setembre de l'any 1761 contragué matrimoni amb la duquessa Carlota de Mecklenburg-Strelitz a la Capella Reial del Palau de Saint James de Londres. Carlota era filla del duc Carles Lluís I de Mecklenburg-Strelitz i de la princesa Elisabet Albertina de Saxònia-Hildburghausen.
L'endemà del seu matrimoni, la parella fou coronada a l'Abadia de Westminster. La parella tingué els següents fills:
- SM el rei Jordi IV del Regne Unit, nat el 1762 al Palau de Saint James i mort el 1830 al Castell de Windsor. Es casà amb la duquessa Carolina de Brunsvic-Wolfenbüttel.

- SAR el príncep Frederic del Regne Unit, duc de York, nat el 1763 al Palau de Buckingham i mort el 1827 a Ruland House. Es casà amb la princesa Frederica Carlota de Prússia.

- SM el rei Guillem IV del Regne Unit, nat el 1765 al Palau de Buckingham i mort el 1837 al Castell de Windsor. Es casà el 1818 al Palau de Kew amb la princesa Adelaida de Saxònia-Meiningen.

- SAR la princesa Carlota del Regne Unit, nada el 1766 al Palau de Buckingham i morta a Ludwigsburg el 1828. Es casà amb el rei Frederic I de Württemberg el 1794 al Palau de Saint James.

- SAR el príncep Eduard del Regne Unit, duc de Kent, nat el 1767 al Palau de Buckingham i mort el 1820 a Sidmouth (Surrey). Es casà amb la princesa Victòria de Saxònia-Coburg Saafeld.

- SAR la princesa Augusta del Regne Unit, nada el 1768 al Palau de Buckingham i morta el 1840 a Clarence House.

- SAR la princesa Elisabet del Regne Unit, nada el 1770 al Palau de Buckingham i morta el 1840 a Frankfurt. Es casà amb el landgravi Frederic VI de Hessen-Homburg.

- SM el rei Ernest August I de Hannover, nat el 1771 al Palau de Buckingham i mort el 1851 a Hannover. Es casà amb la duquessa Frederica de Mecklenburg-Strelitz.

- SAR el príncep August del Regne Unit, nat el 1773 al Palau de Buckingham i mort el 1843 al Palau de Kensington. Es casà amb lady Augusta Murray en primeres núpcies l'any 1793 i posteriorment, l'any 1831 es casà amb lady Cecília Gore.

- SAR el príncep Adolf del Regne Unit, duc de Cambridge, nat el 1774 al Palau de Buckingham i mort el 1850 a Londres. Es casà amb la princesa Augusta de Hessen-Kassel.

- SAR la princesa Maria del Regne Unit, nada el 1776 al Palau de Saint James i morta a Gloucester House (Londres) el 1857. Es casà el 1816 amb el príncep Guillem del Regne Unit.

- SAR la princesa Sofia del Regne Unit, nada el 1777 a Londres i morta el 1848 a Londres.

- SAR el príncep Octavi del Regne Unit, nat al Palau de Saint James el 1779 i mort el 1783 al Palau de Kew.

- SAR el príncep Alfred del Regne Unit, nat el 1780 al Castell de Windsor i mort el 1782 al Castell de Windsor.

- SAR la princesa Amèlia del Regne Unit, nada al Castell de Windsor el 1783 i morta al Castell de Windsor el 1810.

## Regnat

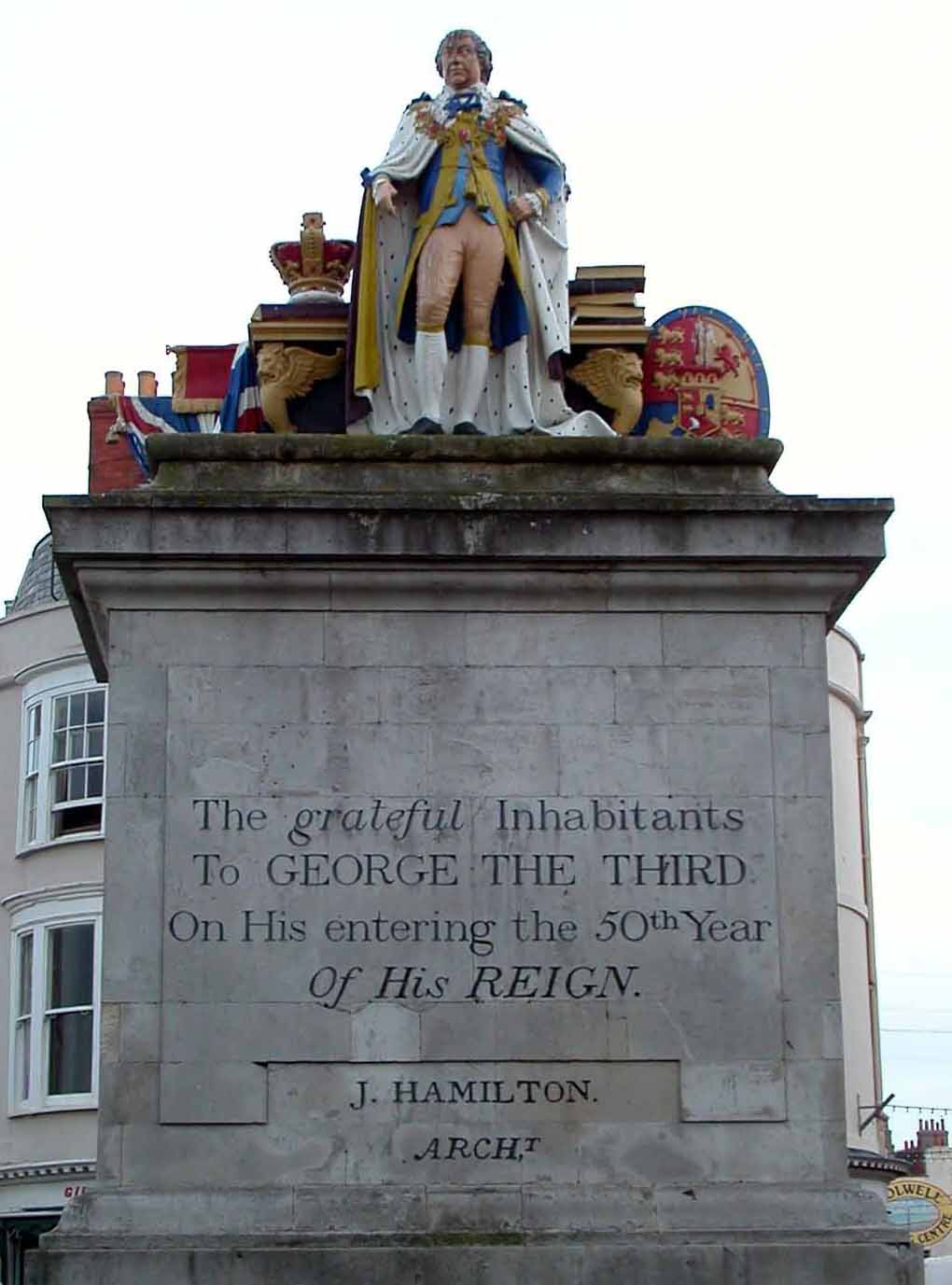
Monument a Jordi III a Weymouth

El 8 de setembre de 1760, pocs dies abans d'arribar al tron, Montreal va ser rendida pel governador de Nova França, el marquès de Vaudreuil, per evitar més vessament de sang, i amb totes les forces franceses expulsades de Nova França, la Guerra franco-índia es donava per acabada.

### Guerra dels Set Anys
A mesura que la Guerra dels Set Anys avançava, el govern espanyol neutral es va preocupar que la cadena de grans pèrdues franceses a mans dels britànics s'havia convertit en una amenaça per als interessos espanyols. Gran Bretanya va declarar la guerra contra Espanya el 4 de gener de 1762, i el 18 de gener de 1762, Espanya va emetre la seva pròpia declaració de guerra contra la Gran Bretanya. Els britànics ocuparen Cuba i Filipines, territoris que Carles III recuperà en el Tractat de París (1763), el qual, però, l'obligà a cedir les Florides als britànics i la Colonia del Sacramento a Portugal. Entre el 5 de maig i el 24 de novembre de 1762. al nord i l'est de Portugal, l'intent d'invasió espanyola fou tres vegades derrotada, aconseguint una victòria decisiva anglo-portuguesa.
La capital francesa a l'Índia, Pondicherry, va caure en mans dels britànics el 1761, i amb la caiguda dels assentaments francesos menors de Karikal i Mahé va suposar eliminar el poder francès a l'Índia. En 1763, després del Tractat de París, França perd al seu primer imperi colonial, en particular els seus territoris del Dècan a l'Índia. La influència de la Companyia francesa va declinar gradualment, no sent capaç de mantenir-se econòmicament, i va ser abolida en 1769.
La pau es va pactar en el Tractat de París el 10 de febrer de 1763, i va suposar la pèrdua de totes les possessions continentals franceses, ja que també va haver de cedir Louisiana a Espanya en compensació per la pèrdua de Les Florides a mans dels britànics.
L'any 1763 significà el naixement de l'imperi colonial britànic i l'ensorrament del francès. A partir d'aquest moment, la política de París estigué marcada per la voluntat de recuperar l'honor perdut. Internament parlant, el rei intentà posar en pràctica una nova política. Educat en els principis de la il·lustració i en una major intervenció del poder reial en política que la que el constitucionalisme britànic preveia. Aquest fet provocà fortes crítiques des del Partit Whig anglès cap al monarca.

### Guerra de la Independència dels Estats Units

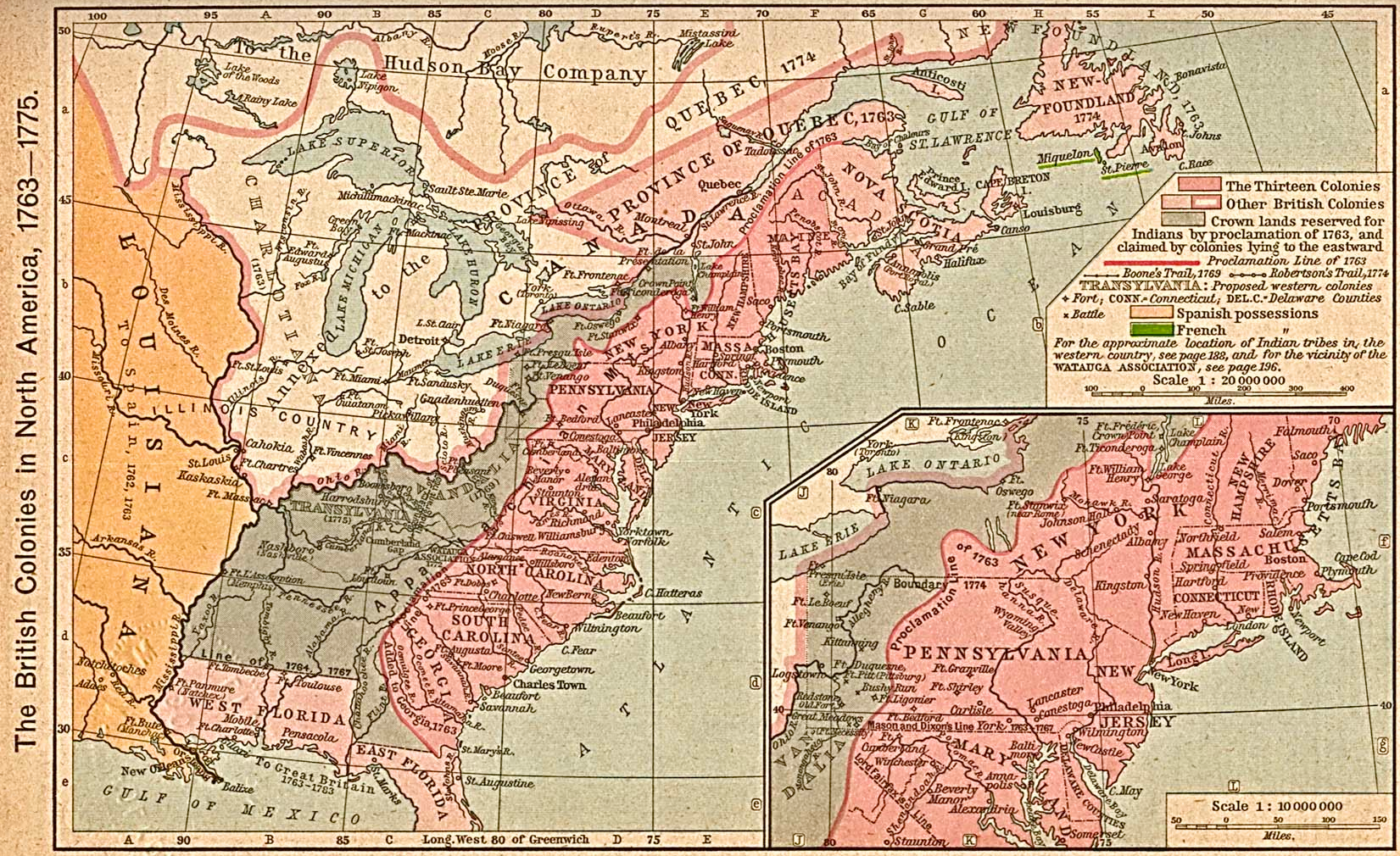
Colònies britàniques a Amèrica del Nord. 1763-1776.

L'oposició als impostos va augmentar considerablement entre 1766 i 1775 i els dissidents van organitzar una xarxa de propaganda i resistència basada principalment en els clubs clandestins dels "Fills per la Llibertat". Boston era el centre de l'activitat revolucionària i el 1774 es va dissoldre per llei el govern local, i la resistència popular a aquestes mesures va obligar els funcionaris reials nomenats a Massachusetts, a dimitir o a buscar refugi a Boston. El tinent general Thomas Gage, comandant en cap britànic d'Amèrica del Nord, va rebre el gener de 1775 ordres des de Londres de prendre mesures decisives per apaivagar la revolta. Després d'una sèrie de disputes amb el parlament sobre els impostos proposats, es van formar els primers comitès informals de correspondència entre les colònies, així com una proposta coordinada de protesta i resistència, cridant a tots a una convenció general a Filadèlfia, que seria anomenada el Primer Congrés Continental, al que vanvan assistir dotze colònies, però no pas la Florida espanyola ni la petita Província de Geòrgia, ni les colònies lleials de Terranova i Labrador, Nova Escòcia o la recentment annexada Quebec. El primer Congrés Continental va concloure que un segon congrés havia de ser organitzat si no s'assolia un acord de reconciliació amb Anglaterra.
El maig de 1775, després de les batalles de Lexington i Concord de l'abril entre les forces militars de la província de la Badia de Massachusetts i l'Exèrcit Regular Britànic, es va reunir per primera vegada el Segon Congrés Continental, amb les tretze colònies representades, i immediatament es va organitzar com a govern federal i va instruir les colònies a escriure constitucions per establir-se com a estats. El juny, 1775, George Washington, un ciutadà prominent de Virgínia i amb experiència en la Guerra dels Set Anys, va ser designat com a comandant del nou Exèrcit Continental. No obstant això, a cada estat, hi havia una minoria que professava la seva lleialtat al Rei d'Anglaterra. El 4 de juliol, 1776, el Segon Congrés Continental, reunit a la ciutat de Filadèlfia va signar la Declaració d'Independència dels Estats Units d'Amèrica, l'autor principal de la qual seria Thomas Jefferson. Poc després. Milers de lleialistes van fugir a les colònies britàniques del nord, que encara eren controlades per Anglaterra.
Els francesos van formar una aliança militar amb els Estats Units el 1778 després de la derrota britànica a la batalla de Saratoga, convertint la guerra d'independència en una guerra mundial, i Espanya es va unir a França per recuperar Gibraltar de mans de la Gran Bretanya. Una operació franco-americana va atrapar un exèrcit d'invasió britànic a Yorktown, Virgínia i va haver de rendir-se l'octubre de 1781. La rendició va sorprendre a Gran Bretanya, on mentre rei volia continuar lluitant però va perdre el control del Parlament i van començar les negociacions de pau. En el Tractat de París de 1783, Gran Bretanya va cedir tot el seu territori nord-americà al sud dels Grans Llacs, excepte les dues colònies de Florida, que van ser cedides a Espanya.

### Revolució Francesa i guerres napoleòniques
Després del propòsit manifestat per la Convenció Nacional d'exportar la revolució, del guillotinament de Lluís XVI el 21 de gener del 1793 i de l'obertura francesa del riu Escalda, es va formar la Primera Coalició militar contra França, i les potències van fer diverses invasions de França per terra i mar, amb Prússia i Àustria atacant des dels Països Baixos austríacs i el Rin, i la Gran Bretanya amb el setge de Toló l'octubre de 1793 i donant suport a l'expedició de Quiberon en 1795 durant la revolta de La Vendée. França va formar el Comitè de Seguretat Pública i va reclutar en massa tots els soldats potencials d'entre 18 i 25 anys contraatacant, repel·lint els invasors i avançant més enllà de França. La Primera Coalició es va enfonsar, deixant només Gran Bretanya al camp lluitant contra França.
Napoleó Bonaparte es va proposar el 1798 amenaçar la posició britànica en l'Índia mitjançant la invasió i la conquesta d'Egipte. Va entrar al port de La Valetta per aprovisionar les seves naus però un cop a l'interior del port va tornar les seves armes contra els seus amfitrions, i el Gran Mestre Ferdinand von Hompesch zu Bolheim va capitular i Napoleó va establir una nova administració i va partir per a Egipte, deixant una guarnició important. Tres setmanes després d'arribar a Egipte, un estol britànic de 14 naus comandades per Horatio Nelson va destruir la flota francesa a la batalla del Nil i capturar Malta. Napoleó, que havia desembarcat amb el seu exèrcit i va acabar la seva conquesta d'Egipte, i va intentar conquerir Síria, però quan la situació política a París va canviar, va abandonar a les seves tropes i va marxar per donar un cop i enderrocar la constitució, assegurant la seva pròpia elecció com Primer Cònsol. A finals de 1799, Napoleó va tornar d'Egipte, deixant enrere el seu exèrcit, i en el cop d'estat del 18 de brumari, Sieyès, Roger Ducos i Napoleó Bonaparte foren nomenats cònsols i Bonaparte Primer Cònsol i els enemics de França van preparar una nova aliança amb Anglaterra per desfer les anteriors conquestes franceses. Àustria i Rússia van mobilitzar exèrcits de refresc per a les campanyes d'Alemanya i Itàlia el 1799 però van resultar en nous fracassos per als aliats incloent el fracàs anglès en l'intent de presa de Ferrol i el febrer de 1801, els austríacs van signar el Tractat de Lunéville, acceptant el control francès sobre el Rin i les repúbliques-satèl·lit franceses a Itàlia i els Països Baixos, mentre França i Gran Bretanya signaven el Tractat d'Amiens que va iniciar el període més llarg de pau entre els dos estats durant el període napoleònic.
El 1801 l'almirall Sir Hyde Parker combaté la Segona Lliga de la Neutralitat Armada de Dinamarca, Suècia, Rússia i Prússia. Nelson atacà i destruí la flota danesa a la primera Batalla de Copenhaguen l'abril del 1801, i la coalició que impedia l'accés britànic al Mar del Nord es desfeu immediatament.
El desembre de 1804, un acord anglo-suec va portar a la creació de la Tercera Coalició. Napoleó volia envair les illes Britàniques i per això necessitava tenir la superioritat naval. Per aconseguir-la va idear un pla per amenaçar les Índies occidentals i el Carib i així distreure els anglesos. A més a més, va unir la seva flota amb l'espanyola, la qual seria comandada per l'almirall Pierre-Charles Villeneuve. Aquest pla de distracció va fracassar, i es va agreujar amb la consegüent derrota a la batalla del Cap Finisterre el 22 de juliol de 1805. Després d'aquesta derrota, la flota es va dirigir al port de Cadis i patí una desastrosa derrota a la batalla de Trafalgar el 21 d'octubre de 1805, amb la qual quedà consolidat el domini britànic dels mars i Napoleó posposà els seus plans d'invasió del Regne Unit. La guerra es va lluitar al continent, i les principals operacions terrestres que van segellar la ràpida victòria francesa van implicar la campanya d'Ulm de la Grande Armée de finals d'agost a mitjan octubre de 1805 que va capturar tot un exèrcit austríac, i a principis de desembre la decisiva victòria francesa sobre una força combinada austro-russa a la batalla d'Austerlitz va acabar efectivament amb la Tercera Coalició.
Els britànics creien que només podrien fer que Rússia, en guerra amb l'Imperi Otomà es concentrés a Europa central contra els francesos donant un cop fort als otomans, i va pressionar Selim III perquè expulsés al Comte Sebastiani, declarés la guerra a França, cedís els principats danubians a Rússia, i lliurés la flota otomana i el forts en els Dardanels a la Royal Navy. Després del rebuig de Selim de l'ultimàtum, l'esquadra britànica del vicealmirall Sir John Thomas Duckworth, va entrar als Dardanels el 19 de febrer de 1807 i destruir una força naval dels otomans a Point Pesquies i va ancorar al Mar de Màrmara, però els turcs van erigir potents bateries i enfortiren les seves fortificacions amb l'ajuda de Sebastiani i els enginyers francesos. Els vaixells de guerra britànics reberen diverses canonades i Duckworth es veié obligat a navegar de tornada a la Mediterrània el 3 març de 1807. El 16 de març de 1807, 5.000 soldats britànics es van embarcar en l'Expedició a Alexandria de 1807 i van ocupar Alexandria a l'agost, tot i que el kediv Muhàmmad Alí Paixà els va derrotar seriosament i els va obligar a evacuar la ciutat cinc mesos més tard després d'un breu setge; No obstant això, Turquia va tenir una mica de suport militar de França a la guerra amb Rússia, i després de la conclusió de Napoleó del Tractat de Tilsit amb Rússia, l'Imperi Otomà es va veure obligat a signar la pau amb Gran Bretanya, que en aquest moment estava en guerra no només amb França, sinó també amb Rússia. El 5 de gener del 1809, a bord d'un vaixell britànic, se signava el Tractat dels Dardanels, amb la qual cosa es posava fi a la guerra a canvi de restaurar els privilegis en el comerç per als britànics a l'Imperi i protegir la integritat de l'Imperi Otomà contra l'amenaça francesa amb la seva Royal Navy i el subministrament d'armes a Istanbul. El tractat va afirmar el principi que cap vaixell de guerra de qualsevol poder hauria d'entrar als Estrets dels Dardanels i del Bòsfor.
El 1806, a instigació d'Anglaterra i gràcies als abundants subsidis prodigats pel gabinet de Londres a la cort de Prússia, aquesta última es va unir a la coalició tement el poder emergent de França després de la derrota austríaca, i Prússia i Rússia es van mobilitzar per a la campanya de la Quarta Coalició, i les tropes prussianes es van concentrar a Saxònia. Napoleó va contraatacar, derrotant els prussians de manera decisiva en les batalles de Jena i Auerstädt, l'octubre de 1806. Les forces franceses de Napoleó van ocupar llavors Prússia, capturant Berlín el 25 d'octubre de 1806, i marxant sobre l'est de Prússia i la frontera russa, on van tenir una trobada amb les tropes russes a la batalla d'Eylau, el febrer de 1807, i on l'avanç de Napoleó va ser detingut breument. El 14 de juny de 1807 l'exèrcit francès de Murat i Lannes va destruir les forces russes a la batalla de Friedland, i Nicolas Jean de Dieu Soult aconseguí capturar Königsberg. i tres dies després Rússia demanava una treva, que va concloure amb el tractat de Tilsit.
El 1807 Copenhaguen va patir un bombardeig britànic per capturar o destruir la flota dano-noruega durant les guerres napoleòniques, que estava sota pressió francesa per comprometre la seva flota al Bloqueig Continental de Napoleó Bonaparte. L'atac a Dinamarca, un país neutral, va ser molt criticat internacionalment. La Royal Navy es va fer amb la flota danesa i es va assegurar l'ús de les vies marítimes al mar del Nord i al mar Bàltic per a la flota mercant britànica, però Dinamarca es va unir al bloqueig Continental i a la guerra al costat de França, però sense flota tenia poc a oferir, i l'incident va provocar que el 26 d'octubre de 1807, Alexandre I de Rússia declarés formalment la guerra al Regne Unit, que es va limitar a accions navals a la mar Bàltica i al mar de Barents.
La península Ibèrica era l'únic lloc en el continent en el qual les forces angleses (i portugueses) havien aconseguit establir un front amb França i els seus aliats (la desastrosa Expedició Walcheren). Wellesley havia enviat un memoràndum a Lord Castlereagh sobre la defensa de Portugal, i aquest el va nomenar cap de la força expedicionària. Wellesley va derrotar els francesos a la batalla de Roliça i a la batalla de Vimeiro el 1808. Rellevat al comandament de la força expedicionària britànica per Hew Whitefoord Dalrymple, comandant de Gibraltar que va signar la controvertida Convenció de Sintra que estipulava que l'exèrcit britànic transportaria al francès fora de Lisboa amb tot el seu equipament. Wellesley va ser breument reclamat a Anglaterra mentre Napoleó havia arribat a Espanya amb les seves tropes de veterans, i com el comandant en cap Sir John Moore va morir durant la batalla d'Elviña, va ser nomenat nou comandant en cap de totes les forces britàniques a Portugal i tornà a la Península l'abril de 1809. En 1809, la presència militar francesa a Alemanya va reduir-se per la necessitat de tropes a la península Ibèrica, i Francesc I d'Àustria va veure la seva oportunitat de recuperar part de la seva antiga esfera d'influència i va envair el Regne de Baviera, però l'absència de Rússia i Prússia de la Cinquena Coalició va significar la inferioritat numèrica d'Àustria enfront dels enormes exèrcits francesos i després de la batalla de Znaim Napoleó finalment pactar l'armistici de Znaim, que va excloure el Tirol, que va quedar en mans de les tropes franceses però pau formal no va ser acordada fins que es va signar el Tractat de Schönbrunn el 14 d'octubre de 1809, que finalment va posar fi a la cinquena coalició, perdent encara més territori enfront de Napoleó.
Fins al 1810, Suècia i Gran Bretanya havien estat aliats en la guerra contra Napoleó, però com a resultat de la derrota de Suècia a la guerra finlandesa i la guerra de Pomerània, i el Tractat de Fredrikshamn i el Tractat de París, Suècia va declarar la guerra a la Gran Bretanya. La guerra només existia sobre el paper, i la Gran Bretanya no va tenir problemes per estacionar vaixells a l'illa sueca de Hanö i comerciar amb els estats bàltics. Després que Napoleó envaís Rússia en 1812 i després de llargues negociacions, els britànics, russos i suecs van signar els tractats d'Örebro el 18 de juliol, que posaven final a les guerres anglorussa i la guerra anglosueca.
Després del desastre de la Grande Armée a la Invasió francesa de Rússia, les potències continentals que havien estat constantment humiliades per Napoleó en diverses guerres al llarg de tota una dècada, van veure finalment una oportunitat de derrotar, i es van unir a la Sisena Coalició que fins llavors consistia en l'aliança entre russos, britànics, espanyols i portuguesos (aquests últims en la Guerra del Francès). Els Estats Units van aprofitar la seva neutralitat en la guerra per alleugerir l'embargament britànic als ports controlats per França, i Gran Bretanya va intentar tallar aquest comerç, provocant un augment de la tensió durant les guerres napoleòniques, ja que la Royal Navy necessitava desesperadament mariners entrenats i perdia constantment desertors que buscaven feina millor pagada a bord dels vaixells mercants nord-americans amb una disciplina menys draconiana. Els Estats Units, al mateix temps, cobejaven l'adquisició del Canadà, que Gran Bretanya no es podia permetre el luxe de perdre, ja que les seves flotes navals i mercants s'havien construït en gran part amb fusta americana abans de la independència dels Estats Units, i amb fusta canadenca després. Aprofitant que la Gran Bretanya estava concentrada en la seva guerra amb França, els Estats Units van envair el Canadà, però l'exèrcit britànic va poder defensar-se amb forces regulars mínimes, recolzades per milícies i aliats nadius, mentre la Royal Navy bloquejava la costa atlàntica dels Estats Units des de les Bermudes, estrangulant el seu comerç mercantil, i duent a terme incursions amfíbies, inclosa la campanya de Chesapeake amb la seva Crema de Washington.
Bonaparte, tot i grans èxits on el seu geni va brillar amb força (com la batalla de Dresden on va derrotar a tropes que gairebé li doblaven en nombre) es va veure obligat a reorganitzar els seus exèrcits al llarg de totes les línies de defensa, estant desesperadament mancat de cavalleria. Finalment va ser derrotat en la batalla de Leipzig en Saxònia, l'octubre de 1813, i van emprendre la reeixida invasió de França el 1814, que va forçar a Napoleó a abdicar i va obrir el camí a la restauració dels Borbó. L'11 d'abril Napoleó és exiliat a l'illa d'Elba pel Tractat de Fontainebleau. Lluís XVIII va poder aconseguir el tron poc després pel Tractat de París
L'1 de novembre de 1814 s'inicia el congrés de Viena. Maria Lluïsa i el seu fill van quedar sota la custòdia del pare d'aquesta, l'emperador d'Àustria Francesc I, i Napoleó no va tornar a veure'ls mai, malgrat la seua dramàtica reaparició. Va escapar d'Elba el març de 1815, va arribar a França i va anar a París després que se li unissin les tropes enviades per capturar-lo, iniciant-se el període denominat Govern dels cent dies. Establert a la capital, va promulgar una nova constitució més democràtica i els veterans de les anteriors campanyes van acudir a la seua crida, començant novament l'enfrontament contra els aliats. El resultat va ser la campanya de Bèlgica, que va concloure amb la derrota en la batalla de Waterloo el 18 de juny de 1815. A París les multituds li imploraven que continués la lluita, però els polítics li van retirar el seu suport, per la qual cosa va abdicar en favor del seu fill, Napoleó II. Va anar a Rochefort, on va capitular davant del capità del vaixell britànic Bellerophon. Va ser reclòs, llavors, a l'Illa de Santa Helena, una illa al sud de l'oceà Atlàntic. Va romandre allí fins que va morir el 5 de maig de 1821.
Gran Bretanya aconseguir el control de diverses colònies, incloses Trinitat i Tobago, la Guaiana Britànica i Saint Lucia després de la derrota de França el 1815 a les guerres napoleòniques, així com altres territoris fora de l'hemisferi occidental. El Tractat de 1818 amb els Estats Units va establir una gran part de la frontera entre els Estats Units i el Canadà al paral·lel 49 i també va establir una ocupació conjunta nord-americana i britànica del país d'Oregon.

## Darrers anys
El 1807, el tràfic transatlàntic d'esclaus va ser prohibit a l'Imperi Britànic. En la darrera part de la seva vida, el rei Jordi va tenir una malaltia mental recurrent i, finalment, permanent. Tot i que des de llavors s'ha suggerit que tenia un trastorn bipolar o porfíria, una malaltia de la sang, la causa de la seva malaltia encara es desconeix. El rei Jordi va patir una recaiguda final el 1810, i el seu fill gran, el príncep de Gal·les, es va convertir en príncep regent l'any següent. Quan el rei va morir als 81 anys el 1820, el regent el va succeir com a Jordi IV. En el moment de la seva mort, Jordi III era el monarca britànic amb més vida i més longevitat, havent regnat durant 59 anys i 96 dies. Segueix sent el monarca masculí més longeu, mentre que la més longeva és Elisabet II.